# Myrmapeni penicillata
Espèce
Synonymes
- Myrmarachne penicillata Mello-Leitão, 1933

Myrmapeni penicillata est une espèce d'araignées aranéomorphes de la famille des Salticidae.

## Distribution
Cette espèce est endémique du Brésil.

## Publication originale
- Mello-Leitão, 1933 : Ensaio sobre as myrmarachninas do Brasil. Boletim do Museu Nacional do Rio de Janeiro vol. 9, p. 39-102.